# (13687) 1997 RB7
(13687) 1997 RB7 est un astéroïde de la ceinture principale d'astéroïdes découvert en 1997.

## Description
(13687) 1997 RB7 a été découvert le 7 septembre 1997 à Church Stretton, dans les Midlands de l'Ouest en Angleterre, par Stephen P. Laurie.

### Caractéristiques orbitales
L'orbite de cet astéroïde est caractérisée par un demi-grand axe de 3,2 UA, un périhélie de 2,82 UA, une excentricité de 0,07 et une inclinaison de 8,92° par rapport à l'écliptique. Du fait de ces caractéristiques, à savoir un demi-grand axe compris entre 2 et 3,2 UA et un périhélie supérieur à 1,666 UA, il est classé, selon la JPL Small-Body Database, comme objet de la ceinture principale d'astéroïdes.

### Caractéristiques physiques
(13687) 1997 RB7 a une magnitude absolue (H) de 12,5 et un albédo estimé à 0,207.